# Pueblonuevo de Miramontes
Pueblonuevo de Miramontes ist ein spanischer Ort und eine Gemeinde (municipio) mit 775 Einwohnern (Stand: 2024) in der Provinz Cáceres in der Autonomen Gemeinschaft Extremadura.
Die Gemeinde wurde 2014 nach der Herauslösung von Talayuela gebildet.

## Lage und Klima
Pueblonuevo de Miramontes liegt im Osten der Provinz Cáceres an der Grenze zur neukastilischen Provinz Toledo in einer Höhe von ca. 280 m. Der Tiétar begrenzt die Gemeinde im Norden. Die Entfernung zur Hauptstadt Cáceres beträgt ca. 100 km (Fahrtstrecke) in südwestlicher Richtung. Das Klima ist meist warm und trocken; der eher spärliche Regen fällt hauptsächlich im Winterhalbjahr.

## Sehenswürdigkeiten
- Peterskirche (Iglesia de San Pedro de Alcántara)

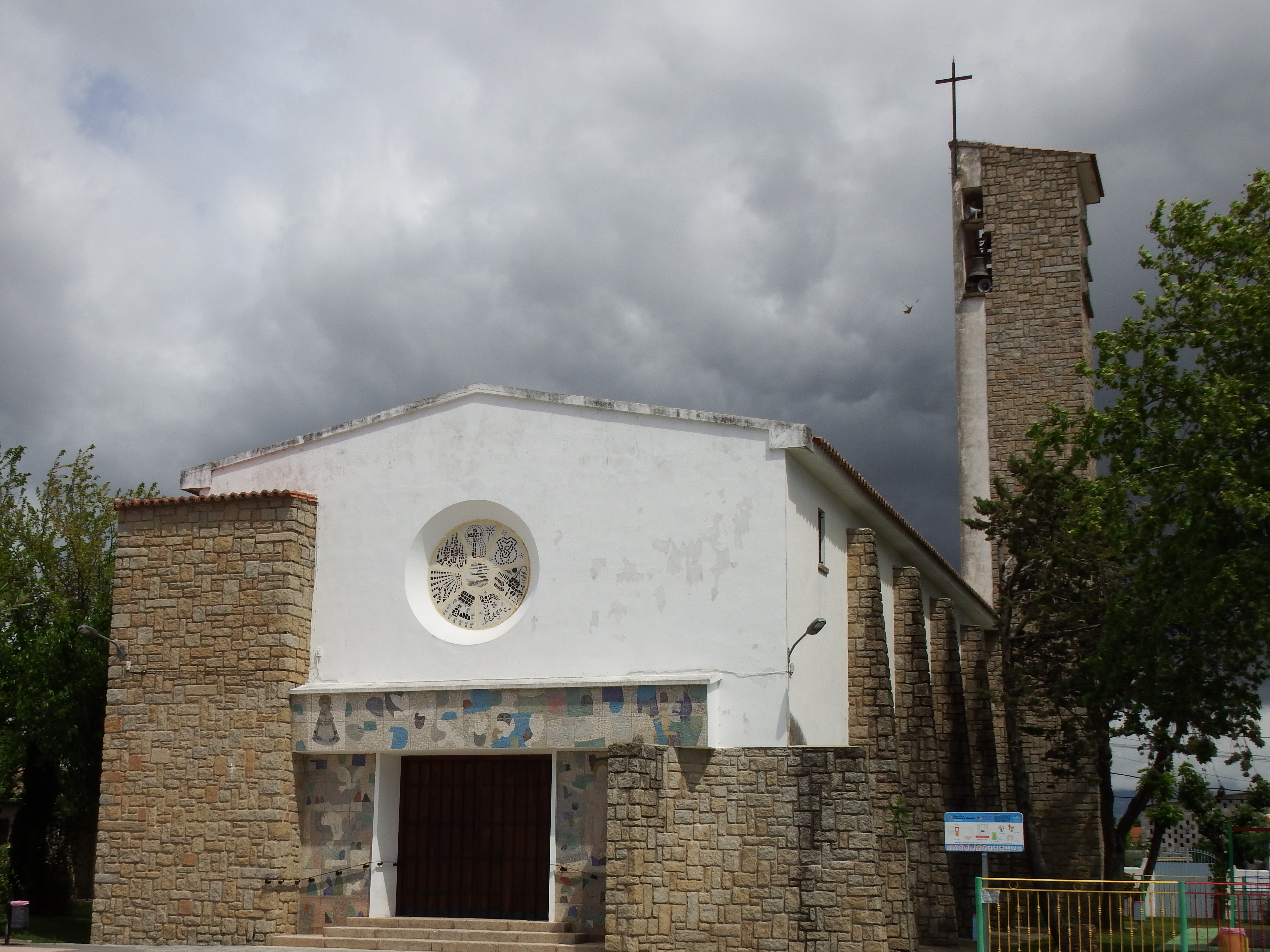
Peterskirche
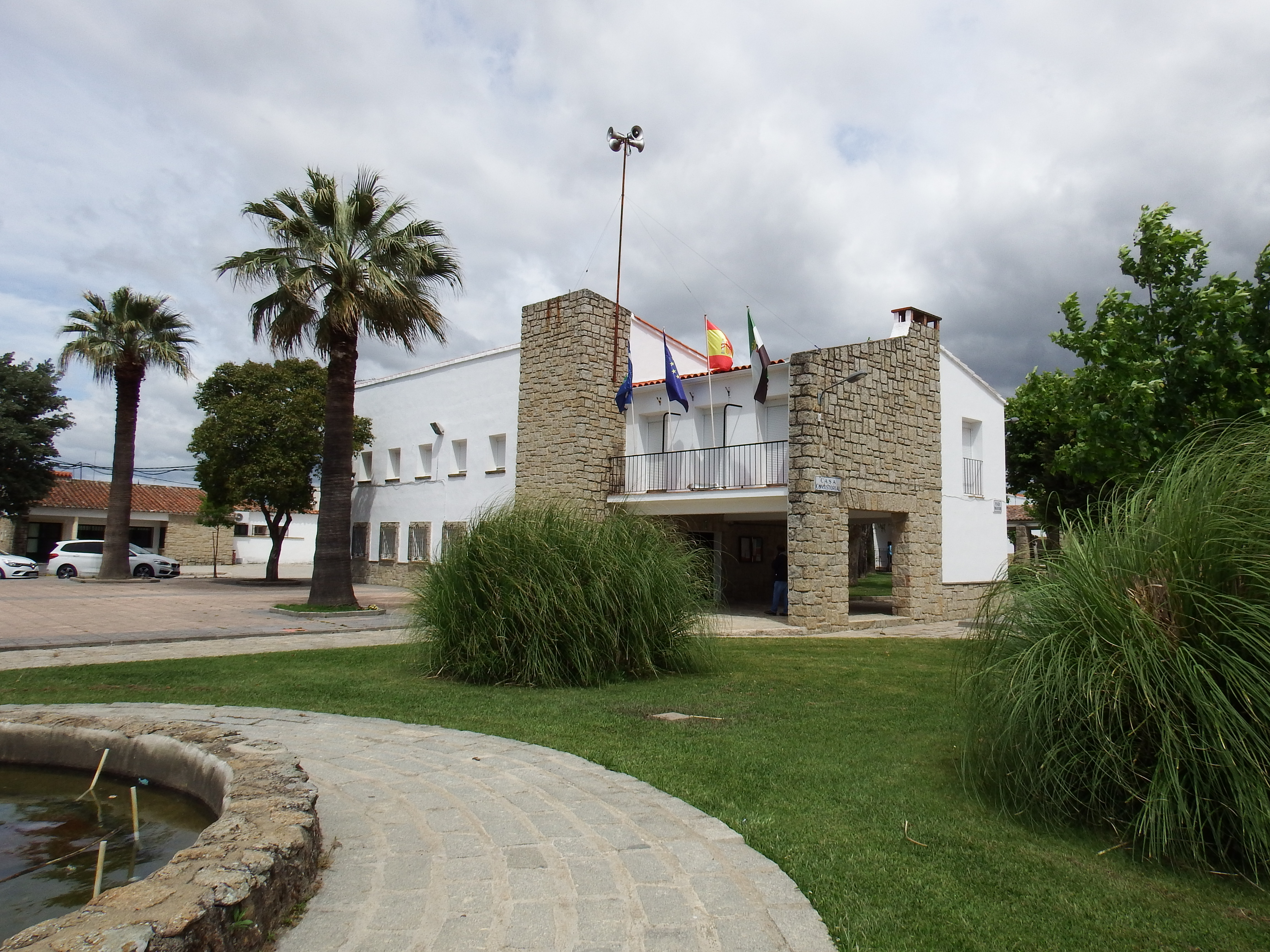
Rathaus